# Геометричний примітив

Векторна графіка складається з геометричних примітивів

Термін геометричний примітив в комп'ютерній графіці та CAD-системах використовується в багатьох значеннях, з загальним значенням найпростіших (тобто атомічних або таких, що не зводяться до інших) геометричних об'єктів, які можуть бути опрацьовані (накреслені, збережені) системою. Іноді підпрограми, які відображають відповідні об'єкти також називають «геометричними примітивами». «Найпримітивнішими» з можливих примітивів є точка та відрізок, їх підтримували всі ранні системи векторної графіки.
В конструкційній блоковій геометрії, примітивами називають прості геометричні тіла такі як куб, циліндр, сфера, конус, піраміда, тор.
Сучасні комп'ютерні системи 2D-графіки можуть оперувати такими примітивами як лінії (відрізки прямих ліній, кіл чи складніших кривих, таких як криві Безьє), а також формами (трикутники, прямокутники, довільні многокутники, круги).
Звичайно набір двомірних примітивів включає точки, лінії та многокутники, хоча дехто розглядає як примітиви лише трикутники, так як будь-який многокутник можна скомпонувати з кількох трикутників. Всі інші графічні елементи будуються з цих примітивів. В тривимірному просторі трикутники або многокутники можуть бути використані як примітиви для моделювання складніших просторових тіл. В деяких випадках, криві (такі як криві Безьє, кола тощо) можуть розглядатись як примітиви; в інших — криві є комплексними формами, скомпонованими з багатьох прямих відрізків.

## Загальні примітиви
- точка
- пряма або відрізок
- площина
- коло або еліпс

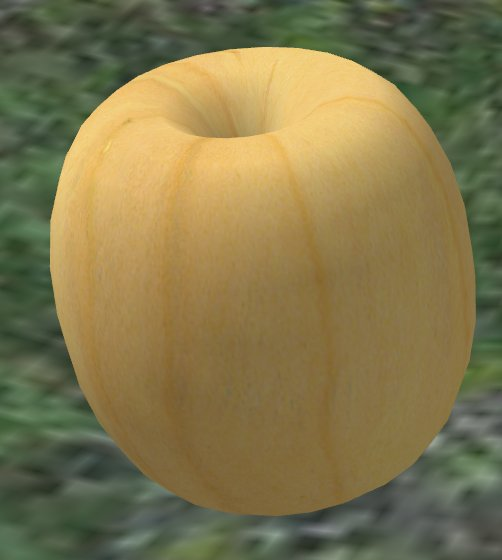
Створений у грі Second Life примітив — 3D тор.

- трикутник, чотирикутник або довільний полігон
- сплайн

В 3D-застосунках, базові геометричні фігури і форми, відрізняються від наведених вище. Серед них:
- сфера
- куб або прямокутний паралелепіпед
- тор
- циліндр
- піраміда
- сітку з трикутників або полігональну сітка які складаються зі зв'язаних вершин

3D-застосунки можуть мати розширений список примітивів, які мають більш складні форми, які йдуть разом з застосунком. Наприклад, чайник є примітивом у 3D Studio Max.

## Графічні прискорювачі
У графічні процесори використовують апаратне прискорення для рендерингу таких примітивів як точки та трикутники, зазвичай з текстурами та шейдерами. Сучасні 3D-прискорювачі зазвичай приймають послідовності трикутників у вигляді смуги трикутників.